# 衡东县荣桓图书馆
衡东县荣桓图书馆，在湖南省衡东县，是国家一级图书馆。

## 历史沿革
1958年4月，湖南省文化厅开建衡山县图书馆，8月1日正式对外开放。
1962年，因国家机构调整，衡山县图书馆与衡山县文化馆合并。1966年春，衡山县湘江以东地区新置衡东县。次年，衡山县文化馆迁入衡东新县城，变成衡东县文化馆。图书馆随之更名。
1980年春，衡东县图书馆正式从衡东县文化馆析出，独立门户。
1984年11月2日，由邓小平亲笔题额“荣桓图书馆”。

## 图书馆建设
目前，衡东县荣桓图书馆占地面积 4.9亩，馆舍面积 3138.26平方米，是一幢古典式四合院建筑。到1998年止，馆内干部职工11人。图书馆拥有总长4269.8米的书架，馆藏图书74138种，计131667册。藏书设置分为图书库、报刊库、地方文献库、季恂图书银行。